# Ядровая древесина
Ядро́вая древесина, также ядро́, — название развивающейся у многих видов деревьев физиологически неактивной зоны в центре сечения ствола; обычно более тёмного цвета, чем внешняя  светлая часть — заболонь. Возникает в результате вторичного метаболизма отмершей паренхимы во внутренней части заболони.

## Настоящее ядро
Настоящее ядро содержит в основном цветные, большей частью фенольные вещества (ядровые вещества), которые импрегнируют стенки клеток и как правило повышают долговечность древесины. Кроме того, дерево прерывает связи между клетками, таким образом что между ними больше невозможен капиллярный обмен. Ядровая древесина биологически мертва.
Спелая древесина — это тоже ядровая древесина, не отличающаяся, однако, по цвету от заболони. Например, подокарп образует светлую, но долговечную спелую древесину (ядро), а спелая древесина ели недолговечна.
Различают ядровые, заболонные (не образующие ядра) и спелодревесные породы деревьев. Ядровые и ядровые спелодревесные породы образуют настоящее ядро, в то время как спелодревесные и заболонные могут образовывать ложное ядро.
- Поперечный распил соснового ствола с ядровой древесиной
- Распил елового ствола со спелой древесиной (светлое ядро)

## Ложное ядро
Многие безъядровые (заболонные и спелодревесные) лиственные породы деревьев развивают ядро не всегда, а в зависимости от внешних условий (обычно как результат повреждений) образуют так называемое ложное ядро. Эта древесина не обладает свойственной ядровой древесине долговечностью и часто выделяется неоднородной раскраской, разнообразием по форме и размерам. Отличается непостоянством по времени появления в дереве.
Считается пороком древесины и уменьшает её ценность, однако ложное ядро без гнили существенно на прочность не влияет. Обладает почти теми же свойствами, что и настоящее ядро, разными у разных пород дерева. Ложное ядро с гнилью неравномерно окрашено, развивает бледные и сероватые тона, чёрные линии.
На поперечном разрезе ствола может быть центральным или смещённым. Имеет обычно бурый или коричневый цвет, иногда с лиловым, фиолетовым или тёмно-зелёным оттенком. На поперечном разрезе может быть округлым или звездчатым.
Окружено тёмной, реже более светлой, чем остальная его часть защитной каймой, которая может не только охватывать ложное ядро, но и делить его на части (зоны). Может быть простым или однородным, а также двухзональным, многозональным (с зонами в виде колец) и мозаичным, когда в ядре присутствует множество секций, примыкающих друг к другу и разделённых защитной каймой.

## Примеры

### Ядровые породы (образующие настоящее ядро)
- Сосна (лат. Pinus) — типичная ядровая порода дерева. Ядро (красноватое) чётко отличается у сосен от заболони (жёлто-белая). Если заболонь не будет снята с ядра, то древесину обязательно обрабатывают средствами химической защиты.
- Дуб (Quercus). У этой древесины используют только ядро, так как заболонь недолговечна, хотя возможно использование древесины с заболонью при условии обработки средствами защиты.
- Эбеновое дерево (разновидность чёрного дерева) имеет чёрное ядро и светлую заболонь, отличается очень большой твердостью и стоит также дорого.
- Подокарп образует светлую, но долговечную ядровую древесину (спелую древесину)
- Ясень (лат. Fraxinus excelsior) и вяз образуют желто-бурое ядро, заболонь обязательно удаляется.

### Спелодревесные породы (могут образовывать ложное ядро)
- Ядро вишни (лат. Prunus avium) является не настоящей ядровой древесиной, а ложным ядром и недолговечно. Так как цветовое различие в этом случае очень выражено (ядро красное, а заболонь белая), для применения в ответственных случаях заболонь просто отрезают.
- Бук (лат. Fagus sylvatica) часто образует в старости пятнистое красное ядро, которое раньше считалось совершенно неприемлемым, а в наши дни находит применение в изготовлении мебели как «ядровый бук».
- Ели (Picea) — спелодревесная порода.